# 茂知附按司
茂知附按司（もちづきあじ、生没年不詳）は、15世紀前半の三山時代から第一尚氏時代の人物。9代目勝連城主。家臣の阿麻和利によるクーデターにより滅ぼされた。

## 概要
茂知附按司は先代の浜川按司二世の養子とする説や妻とする説（女性説）、「望月」の字を当てて大和人または倭寇とする説があるが、出自は明らかになっていない。
史書によれば酒に溺れ、悪政を強いる茂知附按司を阿麻和利が倒して10代目勝連按司となったとあるが、『おもろさうし』には茂知附按司を讃えるおもろがあり、また茂知附時代の勝連も繁栄していたことがうかがえることから、この話が後日滅ぼした側による創作ではなかったのかという説が主流になりつつある。

## 出自
茂知附按司は望月という倭寇出自の者ではないかとの説があるが、これらをもとにした茂知附＝倭寇説は根拠薄弱である。
琉球史研究家の上里隆史によると「もちづき」という名前は琉球王国の高級（王妃、王女、夫人など）神女（ノロ）「三十三君」にいた神女の名前に使われた名称で、この「もちづき」は勝連にゆかりのある神女で、勝連の海岸に降臨して人々を祝福していた様子が『おもろさうし』からうかがえる。つまりこの「茂知附按司」は、渡来した日本人の名前に由来するのではなく、もともとあった琉球在来の美称に由来する可能性が高いといる。
「あかる　もちつきや　きみの　もちつきや」で始まるオモロ (巻十六の六）にはもちつきやのところに「原註 かつれんのあまわり おなちやらを申なり」（おなちやら＝オナヂャラ（ウナジャラ）＝ 女按司・妃の意）とある。このような美称を冠して按司を呼ぶ例はほかにもあり、阿麻和利の妻であった王女の百度踏揚は記録では「踏揚按司」と出ており、彼女の名前は個人名ではなく、「三十三君」にいる神女名である。